# Хартлайн, Холден Кеффер
Холден Кеффер Ха́ртлайн (англ. Haldan Keffer Hartline, 22 декабря 1903, Блумсберг, Пенсильвания — 17 марта 1983, Фоллстон, Мэриленд) — американский физиолог и нейробиолог, лауреат Нобелевской премии по физиологии и медицине в 1967 году (совместно с Рагнаром Гранитом и Джорджем Уолдом) «за открытия, связанные с первичными физиологическими и химическими зрительными процессами, происходящими в глазу».
Член Национальной академии наук США (1948), иностранный член Лондонского королевского общества (1966).